# Župnija Sečovlje
Župnija Sečovlje je rimskokatoliška teritorialna župnija dekanije Koper škofije Koper, ustanovljena 11. novembra 1940. Tedanji župnik naj bi bil Guido Bortuzzo.

## Sakralni objekti
| #               | Slika                     | Cerkev                                 | Naselje  |
| --------------- | ------------------------- | -------------------------------------- | -------- |
| 1.              | Klikni za spremembo slike | Cerkev sv. Martina župnijska cerkev    | Sečovlje |
| 2.              | Klikni za spremembo slike | Cerkev sv. Jerneja podružnična cerkev  | Seča     |
| 3.              | Klikni za spremembo slike | Cerkev sv. Križa podružnična cerkev    | Parecag  |
| Nekdanja cerkev |                           |                                        |          |
| 1.              | Klikni za spremembo slike | Cerkev sv. Onofrija samostanska cerkev | Sečovlje |

## Zgodovina

### Župnijska cerkev sv. Martina
Župnijsko cerkev sv. Martina, stoječo na dvajset metrov visokem obzidanem pomolu, koprski škof Paolo Naldini v svojem delu Corografia ecclesiatica o'sia descrittione della città e della dioscesi di Giustinopoli detto volgarmente Capo d'Istria (Cerkveni krajepis ali opis mesta in škofije Justinopolis, ljudsko Koper) uvršča okrog leta 1700. Leta 1822 je bila temeljito obnovljena, od leta 1894 je služila kot podružnična, leta 1940 pa je postala župnijska cerkev.

### Podružnična cerkev sv. Križa v Parecegu
Podružnična cerkev sv. Križa v Parecagu je bila zgrajena okoli leta 1800. Prvi znani dokument iz 6. januarja 1824 omenja, da je bila tedaj zasebna kapela rodbine Prierobona, saj je Piero Pierobona zaradi bolne hčerke (ki se ni mogla udeleževati obredov v cerkvi v Sečovljah ali v Seči) prosil za dovoljenje za omejeno maševanje v kapeli. Leta 1934 je bila že v zelo slabem stanju, zato so jo lastniki prezidali in znova odprli leta 1937, ko je gospa Ventrella prosila za dovoljenje, da se v njej obhajajo svete maše ob družinskih obletnicah in na praznik Vnebohoda (da bi se jih lahko udeleževali tudi delničarji in zaposleni družinskega podjetja). S soglasjem družine je bila dogovorjena njena javna raba, vse do ustanovitve župnije Sečovlje leta 1940, ko je dobila status podružnične cerkve.

### Podružnična cerkev sv. Jerneja (San Bartolo) v Seči
Sedanjo podružnično cerkev sv. Jerneja (San Bartolo) v Seči so zgradili solinarji okrog leta 1800.
Koprski škof Pavel Naldini v svojem cerkvenem krajepisu (1700) omenja tudi nekdanjo cerkev sv. Marije v Seči, ki je bila med najstarejšimi, za katero navaja, da jo je 14. aprila 1320 slovesno posvetil Tomaž Contarini. 
Od omenjenih cerkva še vedno stojijo tri: cerkev sv. Martina v Sečovljah (župnijska), sv. Jerneja v Seči (podružna) in sv. Križa na Parecagu.

### Benediktinski samostan na Krogu
V župniji je od leta 1860 deloval benediktinski samostan na Krogu, povezan z Dajlo v Istri in Praglio v Italiji. Dne 11. novembra 1947 je tedanja oblast benediktince izgnala, samostan in samostansko cerkev sv. Onofrija pa pokradla.

### Zgodovina in nastanek župnije
Krščanske skupnosti so na ozemlju današnje župnije živele že v prvem tisočletju, prve znane omembe cerkva pa so iz 13. stoletja (omemba cerkve sv. Odorika iz leta 1290).
Bula papeža Janeza XIX. iz leta 1024 je pomembna tudi zato, ker 
se v njej poleg pisne omembe piranske župnije in tiste v Umagu, ki je sicer znana že iz darovnice kralja 
Huga tržaškemu škofu iz leta 929, pojavi še župnija v Sečovljah (in plebibus, precipue 
Piriani, Humagi scilicet et Sitiole), okoli katere se je poldrugo stoletje pozneje vnel spor 
med koprskimi in tržaškimi kanoniki.
Župnija v Sečovljah je bila pozneje ukinjena in njene tri cerkve pridružene piranskemu kapitlju, oskrboval pa jih je župnik v Kaštelu.
Področje sedanje župnije je tako spadalo pod župnijo Piran. Z veliko prenovo cerkve sv. Martina poleti leta 1832 (napis nad vhodom v cerkev) so se že začele priprave na samostojno kaplanijo. Dne 6. maja 1894 so Sečovlje z odlokom Škofije Trst-Koper postale samostojna kaplanija, s stalnim kaplanom v okviru župnije Piran.
Tržaško-koprski škof Antonio Santin je z odlokom 29. junija 1940, na praznik apostolov Petra in Pavla, iz kaplanije ustanovil novo župnijo sv. Martina Sečovlje.
V prvem desetletju po koncu druge svetovne vojne je župnijo zapustilo veliko italijansko govorečih prebivalcev. Tudi zaradi delovanja premogovnika v Sečovljah pa so naselili novi priseljenci iz Istre, drugih delov Slovenije ter Jugoslavije.

## Opis župnije
Ker je v župniji tudi avtohtona italijanska skupnost, se za italijansko govoreče vernike redno opravlja vsaj del nedeljskega bogoslužja v njihovem jeziku.

## Zaslužni duhovniki
- Janez Kobal, župnik v Sečovljah (1992-1996)
- Dominik »Dinko« Bizjak, župnik v Sečovljah (1996-2010)